# Enciklopedija Slovenije
Enciklopedija Slovenije – słoweńska encyklopedia, poruszająca tematy związane ze Słowenią. 
Encyklopedia wyszła w 16 tomach w latach 1987–2002 nakładem wydawnictwa Mladinska knjiga, we współpracy ze Słoweńską Akademią Nauk i Sztuk.